# Catalina de Erauso
Catalina de Erauso, nota anche come La Monja Alférez (La Suora Tenente) (Donostia, 1592 – Cuetlaxtla, 1650), fu una leggendaria personalità spagnola coloniale nella prima metà del XVII secolo.

## Biografia
Catalina de Erauso fu una donna di origine basca, figlia e sorella di soldati provenienti dalla città di San Sebastián, nel Paese basco. Ci si aspettava da lei che diventasse suora, ma abbandonò il noviziato dopo essere stata picchiata all'età di 15 anni, poco prima di prendere i voti. Non aveva mai visto una strada, essendo entrata in convento all'età di quattro anni.
Si vestì come un uomo, "Francisco de Loyola", ed intraprese un lungo viaggio da San Sebastián a Valladolid. Da qui visitò Bilbao, dove si imbarcò su una nave con l'aiuto di altri baschi. Raggiunse l'America spagnola e si arruolò come soldato col nome di Alonso Díaz Ramírez de Guzmán. Servì sotto a vari capitani, compreso probabilmente il fratello, che mai la riconobbe.
Dopo una battaglia svoltasi a Cuzco in cui uccise un uomo e fu ferita in maniera apparentemente fatale, rivelò il proprio sesso con una confessione sul letto di morte. Invece sopravvisse dopo quattro mesi di convalescenza, dopo la quale ripartì verso Huamanga, l'odierna Ayacucho, capoluogo del distretto di Huamanga.
Per evitare altri problemi confessò il proprio sesso al vescovo. Convinta da lui entrò in convento, e la sua storia fece il giro del mondo, anche oltre oceano. Nel 1620 l'arcivescovo di Lima la convocò. Nel 1624 giunse in Spagna, cambiando nave in seguito ad una battaglia.
Andò a Roma e visitò il resto d'Italia, dove alla fine raggiunse una fama tale da meritarle una speciale dispensa di Papa Urbano VIII che le permetteva di indossare abiti da uomo.
Il suo ritratto eseguito da Francesco Crescenzio è andato perduto. Tornata in Spagna, fu ritratta da Francisco Pacheco del Río (suocero di Velázquez) nel 1630.
Tornò di nuovo in Spagna nel 1645, per poi partire verso la Nuova Spagna sulla flotta di Pedro de Ursúa, dove divenne conduttrice di un mulo sulla strada che portava a Veracruz. Nella Nuova Spagna adottò il nome di Antonio de Erauso.
Morì a Cuetlaxtla, in Nuova Spagna, nel 1650.

## Aspetto fisico
Piero della Valle la descrisse nel 1626 in una lettera spedita da Roma a Mario Schipano, come fondo di conversazione, alta e forte con aspetto mascolino e seni da bambina dopo l'applicazione di un rimedio italiano. La faccia non era brutta ma rovinata dagli anni, sembrando più un eunuco che una donna. Si vestiva come un uomo spagnolo, compresa la spada, più simile ad un soldato che ad un cortigiano.

## Riferimenti nella cultura

### Cinema
- Emilio Gómez Muriel, nel 1943, girò un film sulla sua vita, con María Félix nel ruolo di Erauso. Un film con Esperanza Roy uscì in Spagna il 4 giugno 1987.

### Narrativa e saggistica
- Nel 1625 apparve in un'opera di Juan Pérez de Montalván, Comedia famosa de la monja Alférez, approfittando della propria fama. Nello stesso anno fu pubblicato a Siviglia un trattato intitolato Vera narrazione delle grandi imprese..., seguita da una Seconda narrazione... e dalla Ultima e terza narrazione... in Messico.
- Esiste una sua presunta autobiografia del 1626, di cui il più antico manoscritto esistente è databile al 1794. L'edizione del 1838 è disponibile on-line. La sua vita fu argomento di molti romanzi e di uno studio condotto dal dr. Nicolás León.
- È il personaggio principale del racconto Land of Ice and Sun di Kim Mackey. Gli eventi descritti sono ambientati nella storia alternativa di Eric Flint, la serie 1632 pubblicata in 11 volumi sulla rivista digitale Grantville Gazette.

### Videogiochi
- Un personaggio basato su di lei, col suo stesso nome, appare in un seguito di Uncharted Waters, Uncharted Waters: New Horizons. A parte il nome ed il fatto che fosse una donna con una carriera navale, niente altro corrisponde alla vera Catalina: non nasconde la propria identità, e per vendetta finisce col diventare un pirata.